# Свети Димитър (Хаджидимово)
„Свети Димитър“ е православна църква в неврокопското градче Хаджидимово (Сингартия), България, част от Неврокопската епархия на Българската православна църква.

## История
Църквата е построена върху основите на средновековната крепостна църква в едноименната крепост Свети Димитър над града. Църквата е разположена в северния край на крепостта.
Параклисът е построен през 60-те години на XX век. Разширяването на комплекса продължава през 90-те години, когато са построени обслужващите храма постройки, пътеки до черквата, санитарен възел, навес за поклонниците. През 2001 година са построени трапезария и автомобилен път, но автомобилният път прерязва останките от средновековната крепостна стена, като по този начин нанася щети на археологическия обект.